# مات كلاب
مات كلاب (بالإنجليزية: Matt Clapp)‏ هو لاعب كرة قدم أمريكية أمريكي، ولد في 6 ديسمبر 1986.

## وصلات خارجية
- مات كلاب على موقع مرجع كرة القدم المحترفة.كوم (الإنجليزية)